# Izei
Izei est un prénom masculin basque qui signifie « Sapin blanc, sapin pectiné, sapin commun ».
Le terme Izei désigne en basque un certain type de sapin en Soule et en Biscaye.
Ailleurs, il est nommé Izai en Basse-Navarre, Sapina en Labourd et Pinoa en Alava et certaines régions du Guipuscoa.